# Francesco Farnese af Parma
Francesco Farnese (19. maj 1678 – 26. februar 1727) var den syvende hertug af det lille hertugdømme Parma i Norditalien fra 1694 til 1727.
Han tilhørte slægten Farnese og var søn af Hertug Ranuccio 1. i hans ægteskab med Maria d'Este af Modena. Han blev efterfulgt som hertug af sin bror Antonio Farnese.